# Пам'ятний хрест Франца Йосифа
Пам'ятний хрест Франца Йосифа (нім. Erinnerungskreuz an Kaiser und König Franz Joseph I) ― пам'ятна австро-угорська відзнака, видавалася в 1918 р. на згадку про правління Франца Йосифа.

## Історія
Перші рішення про заснування пам'ятного знаку з'явилися одразу після вступу на престол племінника Франца Йосифа імператора Карла І. Вони датуються 30 листопада 1916 року і базувалися на присудженні 1-го класу. Оскільки проєкт постійно переглядався, остаточний та затверджений проект був виданий лише 22 червня 1918 р.
Знаком нагороджувалися громадяни, незалежно від статті, звання чи посади, за їх надзвичайно віддану службу. Критерієм для нагородження була трирічна служба в імператорсько-королівському дворі та досягнення 21-го віку.
Число майбутніх володарів знаку сягало 5000 осіб, проте багато з них ніколи не були нагороджені через стрімке погіршення ситуації в Першій світовій війні та політичні і економічні проблеми.
Нагорода поділялася на два класи:
- Пам'ятний хрест Франца Йосифа 1-го класу

Призначений для нагородження придворних та офіцерів.
- Пам'ятний хрест Франца Йосифа 2-го класу

Призначений для нагородження державних службовців та ін.
Після падіння монархії в листопаді 1918 р. особи, що мали право на отримання, але не отримали хреста, змогли придбати його за 46 крон або 28 крон.

## Опис
Хрест був спроектований і виготовлений Рудольфом Маршаллом у Відні. Значок формою тамплієрського хреста з променями між раменами. Рамена оздоблені лавровим вінком. У середньому медальйоні знаходився профіль імператора Франца Йосифа, звернений праворуч та оточений написом «лат. IN MEMORIAM 1848–1916» (На пам'ять 1848—1916). Тильна сторона хреста гладка і не оброблена. Знак 1-го класу виготовлявся з позолоченої бронзи, а знак 2-го класу з посрібленої бронзи.
Хрест не мав стрічки — його носили на шпильці на правій стороні грудей.